# Benjámin maci titkos világa
A Benjámin maci titkos világa (angolul: The Secret World of Benjamin Bear) egy kanadai rajzfilmsorozat, melyet Magyarországon a Minimax TV-csatornán sugároztak.

## Történet
Benjamin maci hihetetlen kalandokat él át Praclival, a fiatal zöldfülű teddy macival, hogy boldogabbá tegyék a gyerekek életét. Ez a bátor teddy medve páros a kelleténél többször kerül veszélyesen közel a „teddy törvény” megszegéséhez, melyek közül a legfontosabb, hogy egy teddy maci sosem fedheti fel titkát az emberek előtt, nem hagyhatja, hogy mozogni lássák.

## Szereplők

### Mackók
- Benjámin – a főszereplő, az ő gyereke Max, egy piros mellénye van. A legjobb barátja Pracli. (Magyar hangja: Kassai Károly)
- Pracli – Ben legjobb barátja. A gyereke Elza. Fehér trikóban és zöld kertésznadrágban jár. Nagyon szereti Hógolyó mézesturmixát, és Edgar történeteit. (Magyar hangja: Szokol Péter)
- Edgar – egy 200 éves mackó, a gyereke Miss Abby Pennywinkle (azaz Piskóta néni). A történeteit Ben és Pracli nagyon szeretik. (Magyar hangja: Szokolay Ottó)
- Puszi – egy rózsaszín maci. A gyereke Jegenye bácsi, akié a játékbolt. (Magyar hangja: Mezei Kitty)
- Bori – egy pandamackó, Pracli jó barátja. A gyereke Linda.
- Sebastian – egy beképzelt maci, a gyereke Roberta. (Magyar hangja: Galbenisz Tomasz)
- Rajmond – egy nagydarab lila mackó, a játékboltban ül egy hintaszékben. (Magyar hangja: Faragó András)
- Hógolyó – ő is egy eléggé nagy maci, a kávéházban dolgozik. A specialitása a mézesturmix.
- Tifani doktornő – a Mackókórházban dolgozik.
- Pufi néni – tanítónő a Mackóiskolában.

### Emberek
- Max Tanner – Benjámin gyereke. (Magyar hangja: Seszták Szabolcs)
- Eliza Tanner – Pracli gyereke, Max húga. Azt hiszi, hogy a mackók élnek. (Magyar hangja: Csondor Kata)
- Simon Tanner – Max és Eliza apja, Max előtt övé volt Benjámin. (Magyar hangja: Seder Gábor)
- Laura Tanner – Max és Eliza anyja. (Magyar hangja: Solecki Janka, Lázár Erika)
- Piskóta néni – Edgar gyereke. (Magyar hangja: Bókai Mária)
- Linda – Bori gyereke, Eliza barátnője. (Magyar hangja: Szabó Zselyke)
- Roberta – egy elkényeztetett lány, Sebastian gyereke.

### Állatok
- Fröccs – Tanner-ék kutyája.
- Foltos – Tanner-ék macskája.
- Vakkancs – Robertáék kutyája.

### Helyszínek
- MacLaren Játékboltja – Rajmond lakhelye.
- Mézes-bödön kávéház – itt dolgozik Hógolyó.
- Abby Piskóta háza – Edgar lakhelye, Piskóta néni háza.
- Mackószalon – itt lehet szépíteni a mackódat.
- Mackóiskola – Pufi néni munkahelye, itt tanulják meg a kicsi mackók a legfontosabbakat.
- Mackókórház – Tifani doktornő munkahelye.

## Külső hivatkozás
- Benjámin maci titkos világa az Internet Movie Database oldalon (angolul)